# Casa Branca (Brumadinho)
Casa Branca é um povoado rural do município brasileiro de Brumadinho, no estado de Minas Gerais. A localidade pertence ao distrito-sede do município. No censo demográfico de 2022, foram contados 3548 residentes no bairro. Localiza-se no vale do ribeirão Casa Branca, que tem suas nascentes nas serras da Calçada e do Rola-Moça, a 25 quilômetros da sede do município e a 40 quilômetros do centro de Belo Horizonte. A estrada que dá acesso é totalmente asfaltada, assim como a  que liga Casa Branca ao Instituto Inhotim (42 km).